# 真・女神転生RPG
『真・女神転生RPG』（しん・めがみてんせいRPG）は、女神転生シリーズを題材にしたテーブルトークRPG（TRPG）である。
女神転生シリーズを原作にしたゲームだと言うだけでなく、「現代伝奇アクションもの」のジャンルをテーブルトークRPGで開拓したことに高い評価を持つ。
コンシューマゲームの『女神転生』にいくつものバージョンがあるように、テーブルトークRPGの『真・女神転生RPG』にもいくつものバージョンがある。

## 真・女神転生RPG基本システム
1993年にアスキーから発売。ゲームデザインはコンシューマゲーム版の『DDS 女神転生II』、『偽典・女神転生』の製作も手がけた鈴木一也が担当。タイトルに『真・女神転生』とついてはいるもののコンシューマゲーム版の『真・女神転生』との直接的なつながりは薄い。女神転生シリーズの特徴である仲魔、悪魔合体、属性などの要素はあるものの、格闘技や呪術などTRPG版独自の要素がふんだんに盛り込まれている。
この作品の流れが以後の『真・女神転生』のTRPGシリーズにも影響を与え、多くの『真・女神転生』のTRPGシリーズは原作のコンシューマ版とは関係なく現代伝奇アクションものとしても遊べるように意識されてデザインされるようになった。
しかしその一方で、初版に収録されている各種データには、チャート参照と記しておきながら、参照すべきチャートが未掲載、といった大量のミスがあり、重版時にデータ部分が完全改訂された。
行為判定には10面体ダイスを二つ使ったパーセンテージロールを採用している。パーセンテージロールでは、通常は十の位と一の位をあらかじめ宣言して行うのだが、このゲームでは選択ルール「スワップダイス」を使用することで、出目が決まったあとで、十の位と一の位を決める事が出来る。要は、サイコロを振って、「7」と「1」が出た場合、それを17とするか、71とするか、自由に決められる訳である。この選択ルールは作られたばかりで成長していないプレイヤーキャラクターの行為判定の成功確率があまりに低いことへの救済策としてサプリメントの「真・女神転生RPG世紀末サバイバル・ガイド」で提案されたものだが、このルールは後の真・女神転生TRPGシリーズでは基本ルールに取り入れられ、真・女神転生TRPGシリーズの特徴として受け継がれていくようになる。
雑誌『ログアウト』（アスペクト）を媒体にして展開され、またログアウト側も、随時カラーページで特集を組んだりと、かなり力を入れていた。コンピューターゲームの「偽典・女神転生 東京黙示録」は、本作のルールをそのまま採用しており、いわゆるマルチメディア展開を繰り広げていた。ログアウト上での展開は、誕生篇まで続く事となる。
また、1994年には鈴木一也主催の公式ファンクラブ「T∴O∴H∴（トーハ）」が結成。会報にて本作のサポート記事が掲載され、その後、誕生篇、覚醒篇に至るまで続いた。

### 関連商品

#### ルールブック
- 真・女神転生RPG基本システム （基本ルールブック）
- 真・女神転生RPG世紀末サバイバル・ガイド （プレイガイダンスと基本システム初版のエラッタ）

#### リプレイ
- 魔性の傀儡 真・女神転生RPGリプレイ （リプレイ）

## 真・女神転生II TRPG誕生篇
1995年にアスペクトから発売。ゲームデザインは朱鷺田祐介、監修・鈴木一也。
『真・女神転生II TRPG』というタイトルではあるが、『真・女神転生II』ではなく初代の『真・女神転生』を原作とする（「TRPG版の真・女神転生RPGの2番目」の意味で『真・女神転生II TRPG』ということのようである）。
PCのレベルとは別に、「悪魔たちの勢力」がどれだけ世界に対して影響力を持つようになっていくかをあらわす数値「ゲートパワー」というものが設定されていて、ゲームを繰り返すたびにゲートパワーが自動的にあがるようになっていた。ゲートパワーが20を超えると、コンシューマ版であった「大破壊」のイベントが起こり、その時点でこのゲームは『エンディング』となる。明確なエンディングが自動的に訪れるというのはテーブルトークRPGとしては稀有な作りである。
大破壊後の世界はサプリメントでフォローすることが告知され、『覚醒篇』『天界篇』『神人篇』とゲートパワーごとにサプリメントを出す予定になっていたが、これらは結局発売されなかった。『覚醒篇』については後述の記事も参照の事。
システムは前作からはかなり簡易化されている。一方、コンシューマ版にはない要素である武術や呪術に関するデータはさらに追加され、「古来から受け継がれた武術や呪術を継承する使い手たちが魑魅魍魎を退治する」という現代伝奇アクションとしての表現力も前作に比べて高まった。
前作では、選択ルールだったスワップダイスを正式に採用している。また、キャラクターの状態によってスワップダイスができなくなったり、逆スワップ（常に大きい出目を十の位にする）が強いられるようになったりと、難易度調整に幅を持たせる事に成功している。

### 関連商品

#### ルールブック
- 真・女神転生II TRPG誕生篇 （基本ルールブック。表紙ではタイトルが「TPRG」と誤植されている）
- 紅蓮の夜 真・女神転生IITRPG誕生篇ジャンプスタート・キット （スタートガイド）
- 真・女神転生IITRPGサプリメント『大魔林 －汎魔の書－』 （追加データ・トーハによる同人）
- 真・女神転生IITRPGサプリメント『大魔林 －合体の書－』 （追加データ・トーハによる同人）
- 真・女神転生IITRPGサプリメント 武器蔵 （追加データ・トーハによる同人）
- 真・女神転生IITRPGサプリメント 防具苑 （追加データ・トーハによる同人）

#### リプレイ
- 魔界の扉　真・女神転生IITRPGリプレイ （リプレイ）
- 金色の箱　真・女神転生IITRPGサプリメント （リプレイ＆ソロシナリオ）
- 八雲の狭霧　真・女神転生IITRPGリプレイ （リプレイ）

## 真・女神転生TRPG覚醒篇
1998年にアスペクトから発売。2000年以降の増刷分はエンターブレインから発売。ゲームデザインは朱鷺田祐介、監修・鈴木一也。
もともとは真・女神転生II TRPG誕生篇のサプリメントとして予定されていたものが、独立したシステムとして作り直されたものである。
システムは前作の『誕生篇』の後継となっており、さらなる整理がなされている。前作のゲートパワーのシステムは引き継ぐものの、前作のような「エンディング」は設定されておらず、これ一冊で高レベルまで楽しめるようになっている。
世界観については大破壊前の世界の記述に偏っており、コンシューマ版の『真・女神転生』のような神々同士の戦いという世界よりも、『基本システム』『誕生篇』と同じく「汎用的な現代伝奇アクションもの」を行いやすいように意識されている。その意味では、真・女神転生よりもデビルサマナーシリーズに近いイメージを持つゲームとなっており、コンシューマ版の『真・女神転生デビルサマナー』を再現するためのサプリメントも発売された。
雑誌『TRPG:サプリ（旧名・別冊FSGI）』、『From SGI』（アトリエサード）にてサポート記事が掲載されていた。

### 関連商品

#### ルールブック
- 真・女神転生TRPG覚醒篇 （基本ルールブック）
- 業魔殿 （デビルサマナーサプリメント）
- NPCデータ集セット （追加データ。基本ルールブックと業魔殿のweb限定セット販売品に付属）

## 真・女神転生III―NOCTURNE TRPG〜東京受胎〜
2004年にジャイブから発売。ゲームデザインは朱鷺田祐介。
6年の沈黙を破って発売された真・女神転生RPGシリーズで、コンシューマ版の『真・女神転生III-NOCTURNE』を忠実に再現することをコンセプトとしている。今までのシリーズにあったようなTRPG版の独自要素は薄い。
世界観も『真・女神転生III-NOCTURNE』と同じく「ボルテクス界」が舞台になる。ゲームシステムも「マガタマ」などコンシューマ版と同じ要素がそろっている。
前作までの汎用的な伝奇ものとしての表現力の自由はない代わりに、システムの完成度と再現度は高く、シリーズの中ではもっとも安定したバランスを持つ。コンシューマ版のデータをそのままTRPG版に移植できることも特徴になっている。
雑誌『Role&Roll』（新紀元社）にて、本作のサポート記事が掲載された。
2025年2月、復刻版の発売が決定した。『真・女神転生Ⅲ-NOCTURNE TRPG ～東京受胎～』とサプリメント『アマラ深界』の内容をすべて収録予定。

### 関連商品

#### ルールブック
- 真・女神転生III―NOCTURNE TRPG〜東京受胎〜 （基本ルールブック）
- 真・女神転生III-NOCTURNE TRPGサプリメント アマラ深界 （追加データ）
- The White Voltex ジャイブTRPGシリーズ 真・女神転生III-NOCTURNE TRPG 特別サプリメント （シナリオ。基本ルールブック初版帯の応募券による抽選品）

#### リプレイ
- 真・女神転生・NOCTURNE TRPGリプレイ 再会 〜See you again next world〜 （リプレイ）

## 真・女神転生TRPG　魔都東京200X
2005年にジャイブから発売。ゲームデザインは朱鷺田祐介。『真・女神転生III―NOCTURNE TRPG』のシステムを使って、『真・女神転生』『真・女神転生II』の世界観で遊ぶというコンセプトで作られたゲーム。
『誕生篇』や『覚醒篇』ではほとんど扱われなかった大破壊後の時代もサプリメントによりサポートされている。
一方で、「退魔生徒会」をはじめとしたオリジナル設定も多数ある。これらオリジナル設定についてはデザイナーの朱鷺田祐介がデザインした別のゲームである『上海退魔行』と類似したものが多い。
前作に引き続き、雑誌『Role&Roll』にて、本作のサポート記事が掲載されている。

### 関連商品

#### ルールブック
- 真・女神転生TRPG　魔都東京200X （基本ルールブック。大破壊前の現代世界が中心に扱われている）
- 真・女神転生TRPG魔都東京200Xサプリメント 金剛神界 （『真・女神転生』の大破壊後の時代を扱うサプリメント）
- TOKYOミレニアム （『真・女神転生II』を扱うサプリメント）
- セフィロトの魔界 （『真・女神転生II』のカオスサイドを扱うサプリメント）
- 闇のプロファイル （『真・女神転生』の大破壊前の現代世界をより掘り下げたサプリメント。またダーク属性の悪魔を中心に扱っている。クラスシステムの見直しが行われている。）
- ラグナロク （シリーズの基本テーマである神族同士の戦いの背景を扱ったサプリメント。またライト属性の悪魔を中心に扱っている）
- 異形科学-ストレンジ・サイエンス-

#### リプレイ
- 白刃一閃シリーズ
  - 真・女神転生TRPG 魔都東京200X リプレイ 白き刃の後継者 （リプレイ）
  - 真・女神転生TRPG 魔都東京200X リプレイ 天界の檻 （リプレイ）
  - 偽りの千年王国 Replay:真・女神転生TRPG魔都東京200X （リプレイ）
- 退魔生徒会シリーズ
  - 聖華学園退魔生徒会 Replay:真・女神転生TRPG魔都東京200X （リプレイ＆追加データ）
  - 退魔生徒会織姫異聞 Replay:真・女神転生TRPG魔都東京200X （リプレイ）
  - 退魔生徒会屋久島奇譚 Replay:真・女神転生TRPG魔都東京200X （リプレイ）
  - 退魔生徒会帝都天外抄 Replay:真・女神転生TRPG魔都東京200X （リプレイ）
  - 退魔生徒会万聖節前夜 Replay:真・女神転生TRPG魔都東京200X （リプレイ）
  - 退魔生徒会京都百鬼行 Replay:真・女神転生TRPG魔都東京200X （リプレイ＆追加データ）
  - 退魔生徒会出雲邪神陵 Replay：真・女神転生TRPG 魔都東京200X （リプレイ）
  - 退魔生徒会天使降誕祭 Replay：真・女神転生TRPG 魔都東京200X （リプレイ＆追加データ）
  - 退魔生徒会伯林時迷宮 Replay：真・女神転生TRPG 魔都東京200X
- ナイト・テイルシリーズ
  - ナイト・テイル Replay:真・女神転生TRPG魔都東京200X （リプレイ）
  - ナイト・テイルII Replay:真・女神転生TRPG魔都東京2000X （リプレイ）
  - ナイト・テイルIII Replay：真・女神転生TRPG 魔都東京200X （リプレイ）
  - ナイト・テイルIV Replay：真・女神転生TRPG 魔都東京200X （リプレイ）